# Донга-Мантунг
Донга-Мантунг (фр. Donga-Mantung) — один из 7 департаментов Северо-Западного региона Камеруна. Находится в северо-западной части региона, занимая площадь в 4 279 км².
Административным центром департамента является город Нкамбе (фр. Nkambé). Граничит с Нигерией на севере и востоке, а также департаментами: Майо-Баньо (на юго-востоке), Нун (на юге), Буи (на юго-западе), Бойо (на западе) и Менчум (на северо-западе).

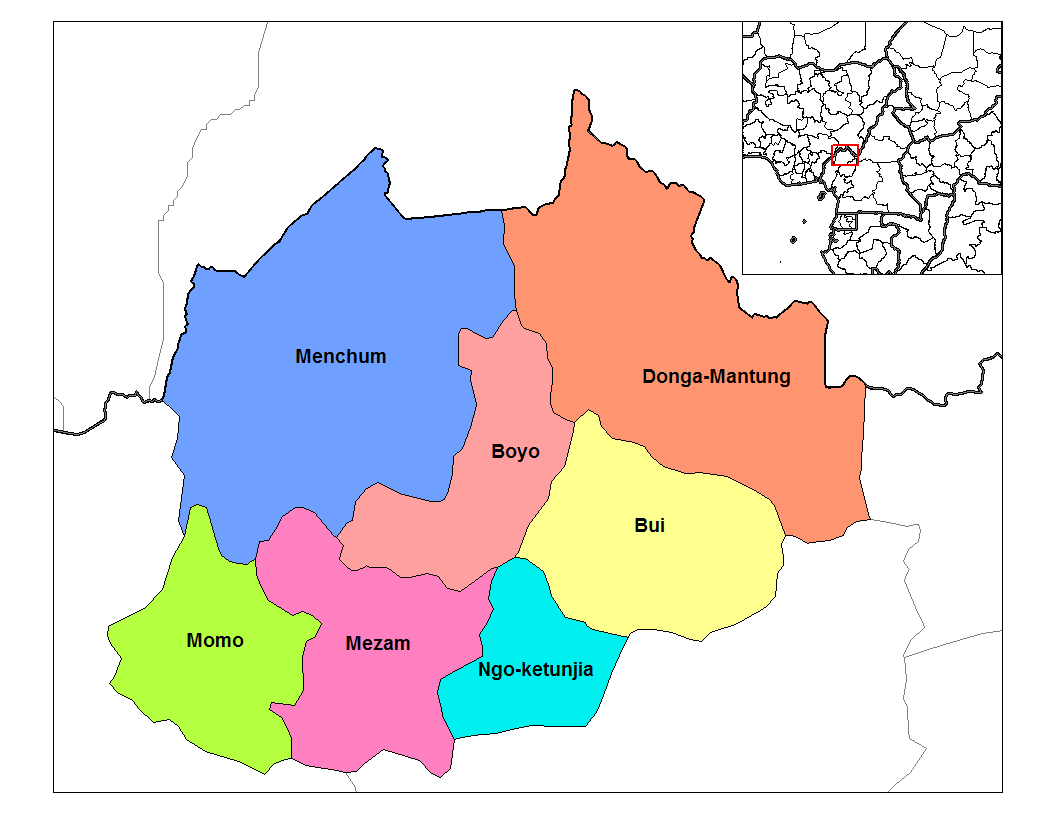
Департамент Донга-Мантунг на карте Северо-Западного региона

## Административное деление
Департамент Донга-Мантунг подразделяется на _ коммун:
1. Ако (фр. Ako)
2. Мисаж (фр. Misaje)
3. Нду (фр. Ndu)
4. Нкамбе (фр. Nkambé)
5. Нва (фр. Nwa)